# Capilla del Carmen
Capilla del Carmen é um município da província de Córdova, na Argentina.